# کنت مونت کریستو (مینی‌سریال)
کُنت مونت کریستو(با نام مستعار Le Comte de Monte Cristo) یک مینی‌سریال چهار قسمتی فرانسوی - ایتالیایی است که بر اساس رمان سال ۱۸۴۴ " کنت مونت کریستو" نوشته الکساندر دوما پیرساخته شده است.
ژرار دوپاردیو بازیگر مطرح فرانسوی نقش کنت منت کریستو را در این مینی‌سریال ایفا می‌کند.
از بازیگران دیگر این مینی‌سریال نیز می‌توان به سرجو روبینی کارگردان و بازیگر ایتالیایی نام برد…

## داستان
ادموند دانتس به دروغ به بناپارتیسم متهم شده و محکوم شده است که بقیه عمرش را در زندان مخوف Château d'If، قلعه جزیره‌ای که از آن تاکنون هیچ زندانی فرار نکرده است، محکوم شده و خطرناک‌ترین زندانیان سیاسی در آن نگهداری می‌شوند. در حبس، او با آبه فاریا ملاقات می‌کند. آبه به ادموند از گنج خارق‌العاده‌ای که در یک جزیره مونت کریستو پنهان شده است، می‌گوید که فقط او مکان را می‌شناسد. پس از گذشت سالها زندان، آبه می‌میرد و ادموند از زندان فرار می‌کند تا گنجی را که آبه به او گفته بود پیدا کند، بنابراین او می‌تواند از ثروت تازه کشف شده برای انتقام دقیق از کسانی که به او ظلم کرده‌اند، استفاده کند.

## بازیگران
- ژرار دوپاردیو در نقش ادموند دانتس/کنت مونت کریستو
- سرجو روبینی در نقش برتوچیو
- اورنلا موتی در نقش Mercedes Igualada
- ژان روشفور در نقش Fernand Mondego
- پیر آردیتی در نقش Villefort
- فلورانس دارل در نقش Camille de la Richardais
- ژرژ موستاکی در نقش Abbé Faria
- گیوم دوپاردیو در نقش young Edmond
- ناییک ریوالی در نقش young Mercedès
- ژولی دپاردیو در نقش Valentine de Villefort
- کریستوفر تامپسون در نقش Maximilien Morrel
- استانیسلاس مرار در نقش Albert De Morcerf
- هلن ونسان در نقش Heloise De Villefort
- میشل اومون در نقش Baron Danglars
- کونستانزه انگبرخت در نقش Hermine Danglars
- رولان بلانش در نقش Caderousse
- ژان-کلود بریالی در نقش Pere Morrel
- اینس ساستره در نقش Haydee
- سرژ مرلان در نقش Noirtier De Villefort
- Jean-Marc Thibault در نقش Barrois
- Thierry de Peretti در نقش Toussaint
- Patrick Bouchitey در نقش Beauchamp
- Frédéric Gorny در نقش Château-Renaud
- استفان گران-تی‌یه در نقش Franz D'Épinay
- دومینیک بسنئار در نقش Defense Attorney
- Julien Rochefort در نقش Fernand Mondego Jeune
- Dimitri Rataud در نقش Danglars Jeune
- Michel Bompoil در نقش Villefort Jeune
- Arthur Nauzyciel در نقش Caderousse Jeune
- Didier Lesour در نقش Boville
- Daniel Martin در نقش Doctor D'avrigny
- میشلین پرل در نقش Madame De Saint Meran
- روژه دوما در نقش Cocles
- ماتیا اسبراجا در نقش Luigi Vampa
- Ubaldo Lo Presti در نقش Pepino
- ژاک بوده در نقش President of the Room
- Albert Delpy در نقش The host

## صداپیشگان
| دوبلُرهای کنت مُنت کریستو | دوبلُرهای کنت مُنت کریستو           | دوبلُرهای کنت مُنت کریستو                                      | دوبلُرهای کنت مُنت کریستو |
| شماره                   | نام                               | نقش                                                          | مدت                     |
| ----------------------- | --------------------------------- | ------------------------------------------------------------ | ----------------------- |
| ۱.                      | «منوچهر اسماعیلی» (ژرار دوپاردیو) | ادمُند دانتس                                                  | nil                     |
| ۲.                      | «زهره شکوفنده»                    | مرسدس                                                        | nil                     |
| ۳.                      | «کامبیز شکوفنده»                  | برتوچیو                                                      | nil                     |
| ۴.                      | «مازیار بازاریان»                 | بَروئا / فرناندو مونتگو (مُرسرف)                               | nil                     |
| ۵.                      | «خسرو شمشیرگران»                  | قاضی ویلفُرد                                                  | nil                     |
| ۶.                      | «خسرو خسروشاهی»                   | ماکسیمیلیان مُرِل                                              | nil                     |
| ۷.                      | «مریم رادپور»                     | والنتین دختر قاضی ویلفُرد                                     | nil                     |
| ۸.                      | «فریبا رمضان پور»                 | مادام دُلاری شاردز (بیوه ای که ادمند دانتس به خواستگاریَش رفت) | nil                     |
| ۹.                      | «افشین زی‌نوری»                    | کُنت آلبرت مُرسرف                                              | nil                     |
| ۱۰.                     | «عطاالله کاملی»                   | پیِر مُرل / تیتراژ                                             | nil                     |
| ۱۱.                     | «جواد پزشکیان»                    | ----                                                         | nil                     |
| ۱۲.                     | «علی همت مومیوند»                 | کَدِرُس                                                         | nil                     |
| ۱۳.                     | «پرویز ربیعی»                     | اوژن (بارُن) دانگلار / کدرس در قسمت ۲                         | nil                     |
| ۱۴.                     | «کسری کیانی»                      | بُـپیل / فرانتس دپینه (قسمت۴) / دکتر آگرینی                   | nil                     |
| ۱۵.                     | «ابراهیم شفیعی»                   | نقشهای فرعی                                                  | nil                     |
| ۱۶.                     | «محمد یاراحمدی»                   | از کارکنان آرامگاه در خاکسپاری ولانتین                       | nil                     |
| ۱۷.                     | «زویا خلیل زاد»                   | هلوئیز (همسر قاضی ویلفُرد)                                    | nil                     |
| ۱۸.                     | «ناهید شهشهانی»                   | مادربزرگ ولانتین                                             | nil                     |
| ۱۹.                     | «افسانه آریابقا»                  | هایده دختر علی پاشا                                          | nil                     |
| ۲۰.                     | «اکبر میرطاهری»                   | ژاک دُلاپُس                                                    | nil                     |
| ۲۱.                     | «محمود فاطمی»                     | کاپیتان کَتلِس                                                 | nil                     |
| ۲۲.                     | «حسین نورعلی»                     | پیرمرد مسئول ایستگاه تلگراف (قسمت۳)                          | nil                     |
| ۲۳.                     | «عباس نباتی»                      | بوشن (روزنامه‌نگار)                                           | nil                     |
| ۲۴.                     | «تورج مهرزادیان»                  | رئیس مجلس شورای عالی (قسمت۶)                                 | nil                     |
| ۲۵.                     | «سعید شیخ‌زاده»                    | نقشهای فرعی                                                  | nil                     |
| ۲۶.                     | «رضا الماسی»                      | تُسان (همدست کدرس)                                            | nil                     |
| ۲۷.                     | «حمید منوچهری»                    | راننده کالسکه (قسمت ۴)                                       | nil                     |